# Tomonori Hirayama
Tomonori Hirayama (jap. 平山 智規, Hirayama Tomonori; * 9. Januar 1978 in der Präfektur Shizuoka) ist ein ehemaliger japanischer Fußballspieler.

## Karriere
Hirayama erlernte das Fußballspielen in der Schulmannschaft der Shizuoka Kita High School. Seinen ersten Vertrag unterschrieb er 1996 bei Kashiwa Reysol. Der Verein spielte in der höchsten Liga des Landes, der J1 League. 1999 gewann er mit dem Verein den J.League Cup. Am Ende der Saison 2005 stieg der Verein in die J2 League ab. 2006 wurde er mit dem Verein Vizemeister der J2 League und stieg in die J1 League auf. Für den Verein absolvierte er 199 Spiele. Ende 2007 beendete er seine Karriere als Fußballspieler.

## Erfolge
Kashiwa Reysol
- J.League Cup

Sieger: 1999